# FORSYS
FORSYS (Forschungseinheiten der Systembiologie) war eine nationale Förderinitiative des Bundesministeriums für Bildung und Forschung zur Förderung der deutschen Systembiologie.

## Ziele
Das Ziel der FORSYS-Initiative ist es interdisziplinäre, systembiologische Forschungseinheiten aufzubauen, in welchen sowohl praktisch experimentierende (wet-lab) als auch theoretisch arbeitende Gruppen (dry-lab) unter einem Dach gemeinsam forschen. Die wet-lab-Forscher kommen dabei zum Beispiel aus den Bereichen der Biologie und Medizin, während die dry-lab Gruppen aus Mathematikern, Physikern und Informatikern, Chemikern und Ingenieurwissenschaftlern bestehen.
Des Weiteren soll der Studiengang Systembiologie oder geeignete Studiengänge zu Aspekten der Systembiologie an den beteiligten Universitäten etabliert und erweitert werden, um die Ausbildung von wissenschaftlichem Nachwuchs auf diesem Gebiet nachhaltig zu fördern.
Die Ergebnisse der FORSYS-Zentren sollen, auch in Kooperation mit Wirtschaftsunternehmen, ihren Weg in die praktische Anwendung finden.
Die Förderung ist für drei Jahre und bei positiver Begutachtung für zwei weitere Jahre, also insgesamt für fünf Jahre gesichert (2007–2011), wobei eine weitere Verlängerung nicht ausgeschlossen ist. Die Koordination erfolgt über den Projektträger Jülich.

## Geschichte
- 1. März 2006: Bekanntmachung der Richtlinien zur Förderung von FORSYS
- 30. Juni 2006: Bekanntgabe der vier FORSYS-Zentren an den Universitäten Freiburg, Potsdam, Magdeburg und Heidelberg
- 1. Januar 2007: Beginn der Fördermaßnahme
- 25. Juni 2007: Bekanntmachung der Richtlinien zur Förderung von FORSYS-Partner
- 19. bis 20. Juni 2008: FORSYS-Symposium im Ernst-Reuter-Haus, Berlin
- 12. bis 15. Mai 2009: German Symposium on Systems Biology 2009, Heidelberg
- 6. bis 7. Oktober 2009: Zwischenevaluation der Initiative, Heidelberg

## Die vier FORSYS-Zentren

### FRISYS – Freiburger Initiative für Systembiologie
Die Freiburger Initiative für Systembiologie (FRISYS) wurde unter dem Dach des Zentrums für Biosystemanalyse (ZBSA) gegründet.
FRISYS wird koordiniert und nach außen vertreten durch Wolfgang René Hess.
FRISYS umfasst zehn bereits existierende und erfolgreich auf dem Gebiet der Systembiologie arbeitende Gruppen in den Fakultäten für Biologie, Angewandte Wissenschaften, Medizin, Mathematik und Physik.
Mit der Einrichtung von drei neuen (je einer in der Fakultät für Biologie, Medizin, Mathematik und Physik), systembiologischen Arbeitsgruppen führt die Albert-Ludwigs-Universität Freiburg als erste deutsche Universität den Tenure Track nach amerikanischem Vorbild ein, d. h. die Positionen werden nach positiver Evaluation, spätestens nach Ablauf von fünf Jahren in dauerhafte Professorenstellen umgewandelt.
Eine weitere Neuerung, die FRISYS in Freiburg einführt hat, sind Lecturer nach angelsächsischem Vorbild. FRISYS finanziert zwei Lecturer für Systembiologie und auch diese beiden Lecturer-Stellen sind echte Tenure Track Positionen nach angelsächsischem Vorbild. Die Aufgabe dieser beiden Lecturer ist die Etablierung des Studiengangs Systembiologie.
Die Modellorganismen, an welchen im Rahmen der Freiburger Initiative für Systembiologie geforscht wird, umfassen sowohl Pro- als auch Eukaryotische Organismen an phylogenetischen Schlüsselpositionen des Pflanzen- und Tierreiches, wie Cyanobakterien, das Blasenmützenmoos Physcomitrella patens, die Acker-Schmalwand Arabidopsis, den Invertebraten C. elegans, den Zebrafisch Danio rerio und Säugerzellkultur. Diese Modellorganismen dienen zur Erforschung von Netzwerken in der Signaltransduktion während des Wachstums und der Differenzierung von Zellen.

### GoFORSYS – Potsdam-Golm – BMBF-Research Project on Systems Biology
GoFORSYS wurde von der Universität Potsdam in Kooperation mit dem Max-Planck-Institut für molekulare Pflanzenphysiologie und dem Max-Planck-Institut für Kolloid- und Grenzflächenforschung gegründet.
GoFORSYS erforscht die Erhöhung der Effizienz der Photosynthese in Nutzpflanzen anhand des Modellorganismus Chlamydomonas reinhardtii. Die Erhöhung der Effizienz der Photosynthese spielt eine große Rolle für die Zukunft, da Pflanzen nicht nur Nahrungsmittellieferant sind, sondern auch als Biotreibstoffe immer mehr an Bedeutung gewinnen.

### VIROQUANT – Systembiologie von Virus-Zell-Interaktion
VIROQUANT wurde unter dem Dach von BIOQUANT ("Zentrum für Analyse molekularer und zellulärer Biosysteme") gegründet. Viroquant kooperiert mit dem Zentrum für Molekulare Biologie, dem Biochemischen Zentrum Heidelberg, Interdisziplinäres Zentrum für wissenschaftliches Rechnen, dem Zentralen Institut für Technische Informatik, dem Deutschen Krebsforschungszentrum, dem European Molecular Biology Laboratory, dem European Media Laboratory und dem Max-Planck-Institut für medizinische Forschung.

### MaCS – Magdeburg Centre for Systems Biology
Die FORSYS-Initiative der Magdeburger Wissenschaftler resultiert aus einer Kooperation der Universität Magdeburg mit dem Max-Planck-Institut für Dynamik komplexer technischer Systeme.
An diesem 2007 gegründeten Forschungszentrum sind Forscher der Fakultäten für Naturwissenschaften, Elektrotechnik und Informationstechnik, Mathematik, Medizin sowie Verfahrens- und Systemtechnik beteiligt.
Die Wissenschaftler des Forschungszentrums befassen sich im Wesentlichen mit der Regulation von biologischen Netzwerken. Einer der langfristig umzusetzenden Ansätze der Magdeburger Wissenschaftler ist es, mathematische Modelle für gegebene biologische Systeme zu entwickeln. Es ist angestrebt, eine in silico-Zelle zu konstruieren und damit biologische Experimente am Computer simulieren zu können.
Der Fokus von MaCS liegt auf der Etablierung eines theoretischen und computerbetonten Zentrums mit dem Ziel, die vorhandene Expertise der Universität Magdeburg auf dem Gebiet der mathematischen Modellierung und Systemtechnik zu bündeln.

## FORSYS-Partner
„FORSYS-Kooperationen“ und „FORSYS-Nachwuchsgruppen“ sollen beide als FORSYS-Partner mit den vier bereits bestehenden „Forschungseinheiten des Systembiologie“ vernetzt werden. Bewerbungszeitraum: 7. August bis 12. November 2007.

### FORSYS-Kooperationen
Durch FORSYS-Kooperationen sollen die Forschungskapazitäten der FORSYS Zentren weiter gestärkt und ausgebaut werden, indem Kooperationen mit den vier bereits bestehenden FORSYS-Zentren unterstützt werden. Es können sich sowohl universitäre als auch außeruniversitäre Einrichtungen wie kleine und mittlere Unternehmen um die Einbindung in die Fördermaßnahme „FORSYS-Partner“ bewerben. Die Themenbereiche sollten einen deutlichen Anwendungsbezug, angelehnt an eines der FORSYS-Zentren, haben. Die Maßnahme „FORSYS-Kooperationen“ wird mit bis zu drei Jahren gefördert.

### FORSYS-Nachwuchsgruppen
Mit FORSYS-Nachwuchsgruppen sollen junge Wissenschaftler angesprochen werden, die auf dem Gebiet der Systembiologie forschen oder forschen möchten. „FORSYS-Nachwuchsgruppen“ soll es ermöglichen, ein eigenes unabhängiges Forschungsvorhaben umzusetzen und eine eigene Arbeitsgruppe aufzubauen. FORSYS-Nachwuchsgruppen bestehen an FORSYS-Zentren sowie, als Partner-Projekte, an Orten wo noch keine systembiologische Forschung existiert, um eventuell vorhandene Kapazitäten zu bündeln und auszubauen. Folgende Nachwuchsgruppen werden bis 2012 gefördert:
- Nonlinear dynamics of biochemical networks in pancreatic cancer: From experimental data to mathematical models, Katja Rateitschak, Institut für Informatik, Universität Rostock, Partner zu FRISYS
- Quantitative analysis of bacterial gene regulation by small RNAs, Ilka Axmann, Humboldt-Universität Berlin, Partner zu FRISYS
- Adaptation mechanisms of signalling in the MAPK cascade, Nils Blüthgen, Charité Berlin, Partner zu FRISYS
- Investigating the Cancer and Aging Link through Systems Biology (CALSYS), Julio Vera, Institut für Informatik, Universität Rostock, Partner zu FRISYS
- Hierarchical Modeling of Metabolism: From Methodology to Application, Henning Schmidt, Institut für Informatik, Universität Rostock, Partner zu MaCS
- Systems Biology of Lung Inflammation (FORSYS-Lung), Bernd Schmeck, Medizinische Klinik mit Schwerpunkt Infektiologie und Pneumologie der Charité, Partner zu MaCS
- Reconstructing Networks of Epithelial Tissue Homeostasis (EPISYS), Niels Grabe, Institut für Medizinische Biometrie und Informatik, Universitätsklinikum Heidelberg, Partner zu VIROQUANT und MaCS
- Fluorescence Methods for Quantitative Studies of Virus-Cell Interactions, Mike Heilemann, Fakultät für Physik, Universität Bielefeld, Partner zu VIROQUANT
- Dynamics and control in cellular systems, Andreas Kremling, Max-Planck-Institut für Dynamik komplexer technischer Systeme, Magdeburg
- Discrete Aspects in Systems Biology, Utz-Uwe Haus, Institut für Mathematische Optimierung, Fakultät für Mathematik, Universität Magdeburg
- Integrated analysis and modeling of legume seed metabolism, Björn Junker, Leibniz-Institut für Pflanzengenetik und Kulturpflanzenforschung, Gatersleben, Partner zu GoFORSYS
- An Integrated Approach to Investigate Spatial Protein Organization in the Plasma Membrane and its Role in Signal Transduction, Peter J. Verveer, Max-Planck-Institut für molekulare Physiologie, Dortmund
- A Spatio-temporal Approach to Systems Biology (SpaceSys), Lutz Brusch, Technische Universität Dresden, Partner zu VIROQUANT und MaCS

## Presseberichte
- FRISYS: Pflanzen zeigen Nerven
- http://www.scientific-computing.com/news/news_story.php?news_id=446
- Nachhaltige Etablierung der Systembiologie in Deutschland. Archiviert vom Original am 11. Juli 2014; abgerufen am 3. Juli 2024.
- New M.Sc. in bioinformatics and systems biology at the Universität Freiburg